# Oberdan Orlandi
Silvio Oberdan Orlandi (Portomaggiore, 1º febbraio 1929 – Portomaggiore, 10 dicembre 1995) è stato un calciatore italiano, di ruolo attaccante.

## Caratteristiche tecniche
Giocava come ala destra.

## Carriera
Inizia la carriera nella Portuense, squadra della sua città natale; nel 1946, a diciassette anni, si trasferisce ai romagnoli del Conselice, in Serie D. Dopo due stagioni fa però ritorno alla Portuense, con cui vince anche una Coppa Emilia. Nel 1949 si trasferisce al Baracca Lugo, con cui gioca per una stagione in Serie C. Dal 1950 al 1951-1952 gioca invece al Prato, sempre in terza serie; rimane poi nella squadra toscana per altre due stagioni, entrambe in IV Serie, la seconda delle quali si conclude con la vittoria del campionato e la conseguente promozione in Serie C: in questa stagione Orlandi mette a segno 10 reti in 35 partite, contribuendo in modo significativo alla vittoria del campionato.
Nella stagione 1954-1955 ha giocato 25 partite e segnato 4 gol nel Messina, l'anno seguente ha giocato altre 22 partite di B con la squadra siciliana, segnando anche un gol. Rimane poi in rosa un'ulteriore stagione, nella quale però non scende mai in campo in partite di campionato.
Nella stagione 1957-1958 in qualità di allenatore-giocatore della Pro Vasto, porta la squadra alla vittoria del campionato con conseguente promozione in IV Serie; rimane con gli abruzzesi solo come giocatore fino al 1960, anno in cui torna a chiudere la carriera alla Portuense, con la cui maglia vince due campionati consecutivi di Promozione, tra i quali quello della stagione 1963-1964, nella quale la squadra manca la promozione in Serie D solo dopo la sconfitta nello spareggio promozione contro il Guastalla. A partire dal 1997 il comune di Portomaggiore assegna un premio, chiamato Filippide d'Argento, intitolato alla sua memoria.

## Palmarès

### Giocatore

#### Competizioni nazionali
- IV Serie: 1

Prato: 1953-1954

#### Competizioni regionali
- Coppa Emilia: 1

Portuense: 1948-1949
- Campionato Dilettanti: 1

Pro Vasto: 1957-1958
- Promozione: 2

Portuense: 1962-1963, 1963-1964

### Allenatore

#### Competizioni regionali
- Campionato Dilettanti: 1

Pro Vasto: 1957-1958